# Ујвар
Ујвар (рум. Uivar) насеље је у Румунији у округу Тимиш у општини Ујвар. Oпштина се налази на надморској висини од 80 m.

## Историја
По "Румунској енциклопедији" место се први пут помиње 1811. године. Тада је почела колонизација 50 породица Немаца. Мађари су насељени 1851. године из Сегедина.

## Становништво
Према подацима из 2012. године у насељу је живело 4378 становника.

### Попис2002.
| Расподела становништва по националности 2002.‍ | Расподела становништва по националности 2002.‍ | Расподела становништва по националности 2002.‍ | Расподела становништва по националности 2002.‍ | Расподела становништва по националности 2002.‍ |
| --------------------------------------------- | --------------------------------------------- | --------------------------------------------- | --------------------------------------------- | --------------------------------------------- |
|                                               |                                               |                                               |                                               |                                               |
| Румуни                                        | Румуни                                        |                                               | 2.940                                         | 66,6%                                         |
| Мађари                                        | Мађари                                        |                                               | 1.255                                         | 28,4%                                         |
| Роми                                          | Роми                                          |                                               | 147                                           | 3,3%                                          |
| Украјинци                                     | Украјинци                                     |                                               | 6                                             | 0,1%                                          |
| Немци                                         | Немци                                         |                                               | 56                                            | 1,3%                                          |
| Срби                                          | Срби                                          |                                               | 12                                            | 0,3%                                          |